# Stefano Ghiro
Stefano Ghiro (2 september 1972) is een Belgisch voormalig voetballer die speelde als aanvaller.

## Carrière
Hij kwam tussen 1992 en 2001 uit voor RFC Seraing, KRC Genk, Maasland MM, KV Kortrijk, KFC Dessel Sport en KSK Heist.
Bij de verkiezingen in 2019 kwam hij als opvolger op voor de Nieuw-Vlaamse Alliantie in de verkiezingen voor het Vlaams Parlement in Limburg, hij werd niet verkozen.